# Gianpietro Marchetti
Gianpietro Marchetti (Rudiano, 22 ottobre 1948) è un ex calciatore e dirigente sportivo italiano, di ruolo difensore o centrocampista.

## Caratteristiche tecniche
Jolly di difesa e centrocampo, ha ricoperto prevalentemente il ruolo di terzino sinistro, che ha interpretato in senso moderno abbinando le doti di marcatore a quelle di fluidificante. È stato anche utilizzato nei ruoli di libero e mediano.

## Carriera

### Giocatore

#### Club
Esordisce con la maglia dell'Atalanta nella stagione 1966-1967, debuttando in Serie A il 28 maggio 1967 sul campo del Foggia. Nella stagione successiva le presenze salgono a 5, e nell'estate del 1968 scende in Serie B al Lecco, dove viene impiegato da titolare collezionando 38 presenze e 3 reti.

Marchetti (secondo da sinistra) festeggia con i compagni di squadra Morini, Haller e Anastasi la vittoria juventina nel campionato 1972-1973.

Viene quindi acquistato dalla Juventus, con cui debutta il 16 novembre 1969 sul campo del Cagliari, nel ruolo di mediano. Nella prima stagione trova poco spazio (6 presenze), chiuso da Antonello Cuccureddu, mentre nelle annate successive conquista gradatamente il posto da titolare come terzino sinistro, in coppia con Luciano Spinosi. Rimane a Torino fino al 1974, vincendo due campionati agli ordini di Čestmír Vycpálek, totalizzando 102 presenze con 6 reti e disputando anche la finale della Coppa dei Campioni 1972-1973, persa a Belgrado contro l'Ajax.
Nell'ultima stagione perde il posto da titolare, complici alcuni infortuni e la concorrenza di Claudio Gentile e Silvio Longobucco per il ruolo di terzino. Nella successiva sessione di calciomercato torna all'Atalanta, inserito come contropartita tecnica nell'acquisto di Gaetano Scirea; con gli orobici disputa cinque stagioni, tre in serie cadetta e, dopo la promozione del 1977, due nella massima categoria. Chiude la carriera con un'annata nel Catanzaro, sempre in Serie A.

#### Nazionale
Esordisce con la maglia della Nazionale Giovanile nell'aprile del 1969, contro i pari età della Romania, totalizzando 7 presenze a cui si aggiungono altre due apparizioni nella Nazionale B l'anno successivo.
Nel 1972 il commissario tecnico Ferruccio Valcareggi lo fa esordire nella Nazionale maggiore, come alternativa a Giacinto Facchetti. Debutta contro la Romania a Bucarest, il 17 giugno, insieme al compagno di reparto Spinosi, e colleziona complessivamente 5 presenze con gli Azzurri, tra il 1972 e il 1973.

### Dirigente
Appese le scarpette al chiodo, Marchetti viene ingaggiato dalla Triestina in qualità di direttore sportivo nel marzo del 1982. Con gli alabardati rimarrà fino al giugno del 1988; il 29 agosto di quello stesso anno viene assunto dal Piacenza, ancora nelle vesti di direttore sportivo. In riva al Po rimane fino all'estate del 2001, rendendosi coprotagonista della scalata degli emiliani dalla Serie C1 alla A, e venendo in seguito sostituito da Fulvio Collovati. Ricopre lo stesso incarico per alcuni mesi nel Napoli, dimettendosi nel dicembre del 2002, e in seguito nel Modena, al posto di Doriano Tosi.

## Statistiche

### Cronologia presenze e reti in nazionale
| Cronologia completa delle presenze e delle reti in nazionale ― Italia | Cronologia completa delle presenze e delle reti in nazionale ― Italia | Cronologia completa delle presenze e delle reti in nazionale ― Italia | Cronologia completa delle presenze e delle reti in nazionale ― Italia | Cronologia completa delle presenze e delle reti in nazionale ― Italia | Cronologia completa delle presenze e delle reti in nazionale ― Italia | Cronologia completa delle presenze e delle reti in nazionale ― Italia | Cronologia completa delle presenze e delle reti in nazionale ― Italia |
| Data                                                                  | Città                                                                 | In casa                                                               | Risultato                                                             | Ospiti                                                                | Competizione                                                          | Reti                                                                  | Note                                                                  |
| --------------------------------------------------------------------- | --------------------------------------------------------------------- | --------------------------------------------------------------------- | --------------------------------------------------------------------- | --------------------------------------------------------------------- | --------------------------------------------------------------------- | --------------------------------------------------------------------- | --------------------------------------------------------------------- |
| 17-6-1972                                                             | Bucarest                                                              | Romania                                                               | 3 – 3                                                                 | Italia                                                                | Amichevole                                                            | -                                                                     |                                                                       |
| 21-6-1972                                                             | Sofia                                                                 | Bulgaria                                                              | 1 – 1                                                                 | Italia                                                                | Amichevole                                                            | -                                                                     |                                                                       |
| 20-9-1972                                                             | Torino                                                                | Italia                                                                | 3 – 1                                                                 | Jugoslavia                                                            | Amichevole                                                            | -                                                                     |                                                                       |
| 13-1-1973                                                             | Napoli                                                                | Italia                                                                | 0 – 0                                                                 | Turchia                                                               | Qual. Mondiali 1974                                                   | -                                                                     |                                                                       |
| 9-6-1973                                                              | Roma                                                                  | Italia                                                                | 2 – 0                                                                 | Brasile                                                               | Amichevole                                                            | -                                                                     | 46’                                                                   |
| Totale                                                                |                                                                       | Presenze                                                              | 5                                                                     |                                                                       | Reti                                                                  | 0                                                                     |                                                                       |

## Palmarès

### Club

#### Competizioni nazionali
- Campionato italiano: 2

Juventus: 1971-1972, 1972-1973